# Лазаренко, Павел Иванович
Па́вел Ива́нович Лазаре́нко (укр. Павло Іванович Лазаренко; род. 23 января 1953, село Карповка, Криворожский район, Днепропетровская область, УССР) — украинский государственный деятель, премьер-министр Украины с мая 1996 по июль 1997 года. Государственный служащий 1-го ранга (апрель 1994). Коррупционер. Доктор экономических наук.
Скрывался от украинского правосудия в США, где был приговорён к девяти годам тюремного заключения и штрафу в 10 млн долларов за «финансовые злоупотребления», федеральный суд Сан-Франциско признал его виновным в коррупции, отмывании денег, вымогательстве и мошенничестве. Отсидел более 8 лет в американской тюрьме за мошенничество и отмывание денег.
По оценке экспертов ООН и Всемирного банка, будучи главой правительства, Лазаренко похитил около 200 миллионов долларов. По данным Украины, Лазаренко незаконно перевел в США более 320 миллионов долларов, американские судебные органы смогли доказать перевод всего 114 миллионов долларов.

## Биография
Родился в сельской семье, в селе Карповка (предместье Кривого Рога).

### Образование и ранняя карьера
После окончания школы в 1970 году с сентября 1970 по январь 1971 года был слушателем в автошколе города Ингулец (ныне жилмассив Кривого Рога), с января по май 1971 года работал водителем в колхозе «Заря коммунизма» Широковского района Днепропетровской области. С мая 1971 по июнь 1973 года служил в армии, службу проходил в в/ч 2022 Среднеазиатского военного округа.
После прохождения службы в армии поступил в Днепропетровский сельскохозяйственный институт, который окончил в 1978 году по специальности «агроном».
С 1978 по 1984 год работал главным агрономом, председательствовал в колхозе им. Калинина в Новомосковском районе на Днепропетровщине. С 1985 года второй секретарь райкома КПСС.
В 1996 году защитил докторскую диссертацию по экономике.
После окончания института прошёл путь от агронома колхоза им. Калинина (Новомосковский район Днепропетровской области) до председателя Днепропетровского облсовета (в 1990 г.).

### Политическая деятельность
С марта 1992 года представитель президента Украины в Днепропетровской области. В июне 1994 года избран председателем Днепропетровской областной рады, тогда же избран народным депутатом Украины.
По свидетельству украинского миллиардера Виктора Пинчука в 2005 году, начинавшего свой бизнес в Днепропетровской области, во времена губернаторства там Павла Лазаренко весь бизнес области вынужден был работать с ним и перечислять в специальный личный фонд главы обладминистрации определённую сумму денег: «Тогда практически ни один днепропетровский бизнесмен не мог работать без, скажем так, отчислений в личный фонд хозяина региона».

### В правительстве
С сентября 1995 года первый вице-премьер, а с мая 1996 года премьер-министр Украины. Период его премьерства отмечен введением национальной денежной единицы — гривны. Отмечают, что под его патронатом ведомая Юлией Тимошенко корпорация «Единые энергосистемы Украины» фактически монополизировала поставки газа на большинство крупных промпредприятий страны и постепенно, опутывая бартерными цепочками, ставила их деятельность под свой контроль.
«В 1995 году первым вице-премьером стал Павел Лазаренко и Президент начал слушать только его», — свидетельствовал Николай Рудковский, который работал в те годы в администрации президента.
Павел Лазаренко, назначенный на пост премьер-министра Украины в мае 1996 года, проработал чуть более года — уже в июле 1997 года президент Украины Леонид Кучма отправил его в отставку, после чего Лазаренко перешёл в оппозицию к Кучме, а в 1998 году возглавляемая им партия «Громада» прошла в Верховную раду.
Своим главным достижением на посту главы правительства называл «стабилизацию экономики страны, уменьшение уровня инфляции за один год в семь раз». Отмечал, что возглавляемое им правительство выступило с пакетом либеральных налоговых реформ, который, по его словам, «сознательно провалили пропрезидентские силы».
Согласно официальной версии тех лет, именно связям с Павлом Лазаренко была обязана своим коммерческим успехом в конце 1990-х годов Юлия Тимошенко и её компания «Единые энергетические системы Украины».
9 февраля 1999 года Генпрокурор Украины потребовал от Верховной Рады лишить Лазаренко парламентской неприкосновенности, 15 февраля Лазаренко покинул страну, а 17 февраля 310 депутатов из 450 проголосовали за лишение Лазаренко депутатской неприкосновенности и дали согласие на его арест.
К моменту ареста Лазаренко успел «отмыть» 20 миллионов. В частности, он купил особняк, принадлежавший известному американскому киноактеру Эдди Мерфи почти за 6 миллионов долларов.

### С 1999 года (в США)
20 февраля 1999 года Павел Лазаренко был задержан в аэропорту Нью-Йорка за нарушение визового режима, по подозрению в попытке нелегально проникнуть в США. Он обратился к американским властям с просьбой предоставить ему политическое убежище, однако вместо этого в 2000 году Лазаренко были предъявлены обвинения в вымогательстве, отмывании денег и мошенничестве. Объём средств, переведённых Лазаренко в США, оценивался в 114 млн долларов. По данным ООН сумма хищения составила около 200 миллионов долларов или 0,4 % внутреннего валового продукта Украины. Прокуратура требовала заключить Лазаренко в тюрьму на 18 лет и взыскать с него штраф в 66 млн долларов. В заключении он пробыл до 2003 года, в июле которого, уплатив залог в 65 млн долларов, был помещён под домашний арест.
Судебный процесс проходил в Сан-Франциско, поскольку в Калифорнии его семья владеет ранчо. В 2006 году на счетах Павла Лазаренко были заморожены (но не отобраны) $477 млн. 25 августа 2006 года в Сан-Франциско Лазаренко был приговорён к девяти годам тюремного заключения и штрафу в 10 млн долларов. В результате решения судьи сумма доказанных финансовых злоупотреблений сократилась до 4,5—5 млн долларов. Из обвинения исчезли наиболее скандальные эпизоды, связанные с деятельностью компании «Единые энергетические системы Украины». Лазаренко позволили находиться под домашним арестом до 2008 года, до тех пор, пока он не исчерпал все возможности апелляций после того, как Верховный суд США отказался пересматривать решение суда апелляционной инстанции. После этого Лазаренко отбывал наказание в федеральной тюрьме. В 2009 году судья уменьшил срок тюремного заключения.
Украинские власти неоднократно обращались к США с просьбой о выдаче Павла Лазаренко, однако американская сторона отказывала, ссылаясь на отсутствие между Украиной и США договора об экстрадиции.
В марте 2006 года на украинских местных выборах Лазаренко был заочно избран в Днепропетровский областной совет от своей партии.
В досрочных парламентских выборах 2007 года партия «Громада» не приняла участия, поскольку Центральная избирательная комиссия отказалась зарегистрировать Павла Лазаренко кандидатом в депутаты.
Согласно рейтингу самых крупных коррупционеров мира, составленному в 2008 году Всемирным банком по совместной программе с ООН «Возвращение украденных активов», Павел Лазаренко вошёл в число десяти самых коррумпированных государственных чиновников мира.
Ещё в тюрьме, в октябре 2012 года, Лазаренко подал запрос на участие в очередных выборах в Верховную раду. В регистрации было отказано из-за того, что он не жил на Украине последние пять лет.
Лазаренко отбывал наказание в федеральной тюрьме лёгкого режима в городе Даблин, Калифорния (англ. FCI Dublin, California); был переведён в федеральную тюрьму на острове Терминал, близ Лос-Анджелеса.
Срок в федеральной тюрьме закончил отбывать 1 ноября 2012 года, после чего его передали иммиграционным властям США для определения может ли он находиться в стране.
Был помещён в тюрьму для иммигрантов неподалёку от городка Аделанто, Калифорния. Адвокат Лазаренко Дениел Горовиц заявил: «Мой клиент получил разрешение на пребывание в Соединённых Штатах, но на территории изолятора иммиграционной и таможенной полиции, где он подаёт прошение о том, чтобы остаться (в США в качестве свободного гражданина) до решения вопросов, связанных с его безопасностью и вероятностью его убийства по политическим мотивам. Он не просит о предоставлении ему какого-либо статуса в США, а только о физической защите до тех пор, пока ситуация в Украине не нормализуется». Единственным юридическим механизмом предоставления такой защиты в США является статус беженца.
8 ноября 2012 года веб-сайт «Корреспондент.net» со ссылками на Укринформ и неназванный источник «из изолятора» сообщил, что Лазаренко был вывезен из иммиграционного изолятора в городе Аделанто. «Корреспондент.net» отметил, что на сайте Службы иммиграционного и таможенного контроля США, выдающем данные о задержанных (Online Detainee Locator System) местопребывание Лазаренко уже не значится. Слушания по миграционному делу Павла Лазаренко должны были завершиться до конца 2013 года.
В 2014 году суд в Вашингтоне постановил разделить 100 миллионов долларов, которые Лазаренко скрывал в офшорах. Правительство США могло получить $75 миллионов, а банк на островном государстве Антигуа — $25 млн.
6 июля 2016 года обозреватель The New York Times Лесли Уэйн сообщил, что Лазаренко проживает со второй супругой и тремя детьми в округе Марин недалеко от Сан-Франциско (США).

## Прочее
Согласно сообщениям СМИ, ему принадлежит украинский «Земельный банк».
Автор (соавтор) монографий:
- «Эколого-биологические основы сельскохозяйственного районирования территорий (на примере Днепропетровской области)» (1995);
- «Севооборот и функционирование агроценозов» (1996);
- «Экономическая и социальная направленность арендной модели хозяйствования» (1996, соавт.);
- «Научные основы реформирования аграрного производства при переходе к рынку» (1996, соавт., ред.);
- «Украина — последний шанс: Стратегия национального спасения» (1998).

## Награды
Кавалер ордена князя Ярослава Мудрого V степени (декабрь 1995).

## Семья
Его отец Иван Трифонович Лазаренко (род. 1 февраля 1926 — май 2019) и мать Дарья Яковлевна (род. 28 декабря 1930 — 11 ноября 2015) работали в колхозе.
- Брат Иван Иванович Лазаренко (род. 1955) — был первым заместителем главы Днепропетровского облсовета, лидером фракции Блока Лазаренко в облсовете, директором ООО «Агрофирма им. Горького» в 2006 году.
- Брат Николай Иванович Лазаренко
- Первый брак — Тамара Лазаренко
  - сыновья: Александр Лазаренко и Иван Лазаренко, дочери-близнецы: Екатерина и Олеся Лазаренко[26]
    - Внук Иван (род. 2004)
- Второй брак — Оксана Андреевна Цикова[27][28], внучка академика-кукурузовода Валентина Сергеевича Цикова[29]